# Hans Pawlik

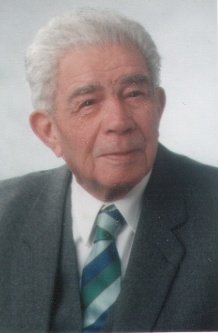
Hans Pawlik

Hans Pawlik (* 21. Dezember 1914 in Klagenfurt; † 30. September 2012 ebenda) war ein österreichischer Politiker (SPÖ) und ÖGB-Gewerkschaftsfunktionär.

## Leben
Hans Pawlik entstammte der Umwelt altösterreichischer Offiziers-, Lehrer- und Beamtenfamilien. Der Vater, k.u.k. Kapellmeister und Musikschulinhaber Wilhelm Pawlik, war Sohn Sudetendeutscher. Die Mutter Dorothea Johanna, geborene Bohslavski, hatte einen k.u.k. Bezirks-Oberförster aus böhmischer Familie und eine Oberkärntnerin als Eltern.
In Klagenfurt absolvierte Hans Pawlik die Volksschule von 1921 bis 1926 und danach, bis 1929, das Bundesrealgymnasium. Schon während seiner Schriftsetzerlehre, von 1930 bis 1934, kam er in Berührung mit sozialdemokratischen Funktionären und trat neben der Buchdruckergewerkschaft (DJP) 1930 auch der damaligen Sozialistischen Arbeiterjugend SAJ bei. 1932 bis 1934 war Hans Pawlik Landesobmann der graphischen Arbeiterjugend und Landesleitungsmitglied der SAJ.

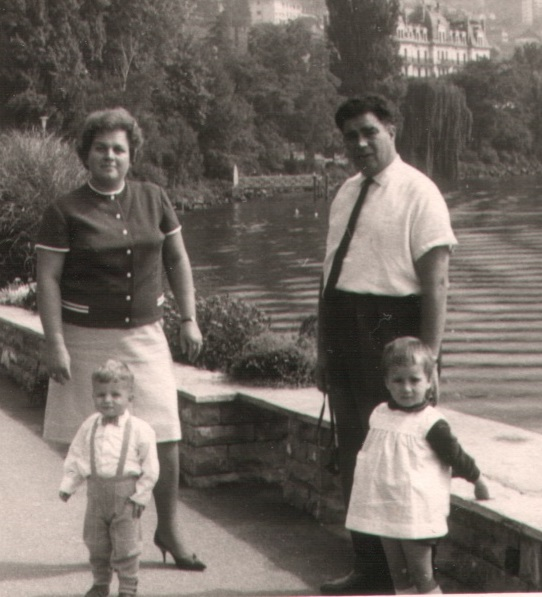
Hans Pawlik mit seiner Familie am Genfer See, 1963

Während des Februaraufstandes 1934 wartete der aktive Schutzbündler in Klagenfurt vergeblich auf den Einsatzbefehl. In der Dollfuß-Schuschnigg-Diktatur wurde Pawlik 1936 verhaftet und wegen illegaler antifaschistischer Tätigkeit für die Sozialdemokratische Partei zu 18 Monaten schweren Kerkers verurteilt. Anschließend, von 1938 bis 1939, durchlief Pawlik seine Militärzeit beim Bundesheer, vom August 1939 bis Kriegsende dann bei der deutschen Wehrmacht, mit sechsjährigem Kriegseinsatz an allen europäischen Fronten. Auch in der NS-Zeit machte er keinen Hehl aus seiner sozialdemokratischen Gesinnung. Mit knapper Not entging er 1945 dem Todesurteil eines deutschen Militärgerichtes unter dem SS-Ankläger E. Prix. Nach seiner Heimkehr 1945, beschäftigt als Metteur und Zeitungsmaschinensetzer in der Druckerei Carinthia, widmete sich Pawlik als Betriebsrat dem Wiederaufbau der graphischen Gewerkschaft und der SPÖ. 1948 wurde er von der Landesexekutive Kärnten des ÖGB als Landessekretär vorgeschlagen und vom Bundesvorstand des ÖGB hauptamtlich in dieser Funktion bis zu seiner Pensionierung 1975 angestellt. Anschließend, von 1975 bis 1990, war Hans Pawlik Kärntner Landesobmann des Pensionistenverbandes Österreich. Er lebte bis zu seinem Tode mit seiner Frau Annemarie, ebenfalls Politikerin im Gemeinde-, National- und Stadtrat, in Klagenfurt. Er wurde am Friedhof Annabichl bestattet.
Pawlik war ab 1966 Mitglied der Freimaurerloge Enzenberg.

## Rehabilitation
In Österreich wurde erst 2012 die gesetzliche Grundlage für die Aufhebung der Urteile aus der Zeit des Austrofaschismus geschaffen. Im Zusammenhang damit wurde Hans Pawlik, auf Antrag seines Sohnes Hans Christian Pawlik, vom zuständigen österreichischen Gericht, dem Landesgericht für Strafsachen Wien, durch den Richter   Norbert Gerstenberger in einem am 9. Dezember 2013 gefassten Beschluss postum rehabilitiert, in dem festgestellt wurde, „dass sämtliche Anordnungen, aufgrund derer Hans Pawlik sich ... in Haft befand rückwirkend als nicht erfolgt gelten“.

## Politischer Werdegang
Von 1948 bis 1952 gehörte er dem Gemeinderat von Klagenfurt an. Von 1948 bis 1975 war er Landessekretär des ÖGB, von 1953 bis 1965 Kärntner Landtags-Abgeordneter. Das Amt des Dritten Präsidenten des Landtags von Kärnten übte er 1965 bis 1975 aus.

## Ehrungen
Ab 1974 war Hans Pawlik Ehrenobmann der Gewerkschaft Druck und Papier in Kärnten. 1975 verlieh ihm Bundespräsidenten Rudolf Kirchschläger das Große Goldene Ehrenzeichen für Verdienste um die Republik Österreich, sowie 1978 das Ehrenzeichen für Verdienste um die Befreiung Österreichs. 1983 erhielt er in Anerkennung seiner besonderen Verdienste um das Land Kärnten von der Kärntner Landesregierung den zweithöchsten Orden den das Land zu vergeben hat, den Kärntner Landesorden in Silber verliehen. Außerdem war Hans Pawlik Träger der höchsten Auszeichnung, welche die SPÖ zu vergeben hat, der Viktor-Adler-Plakette, seit 1983 der Johann-Böhm-Plakette, der höchsten Auszeichnung des ÖGB, sowie zweifacher Träger der Otto-Bauer-Plakette, der höchsten Österreichischen Widerstandskämpfer-Auszeichnung.

## Dokumenten-Galerie

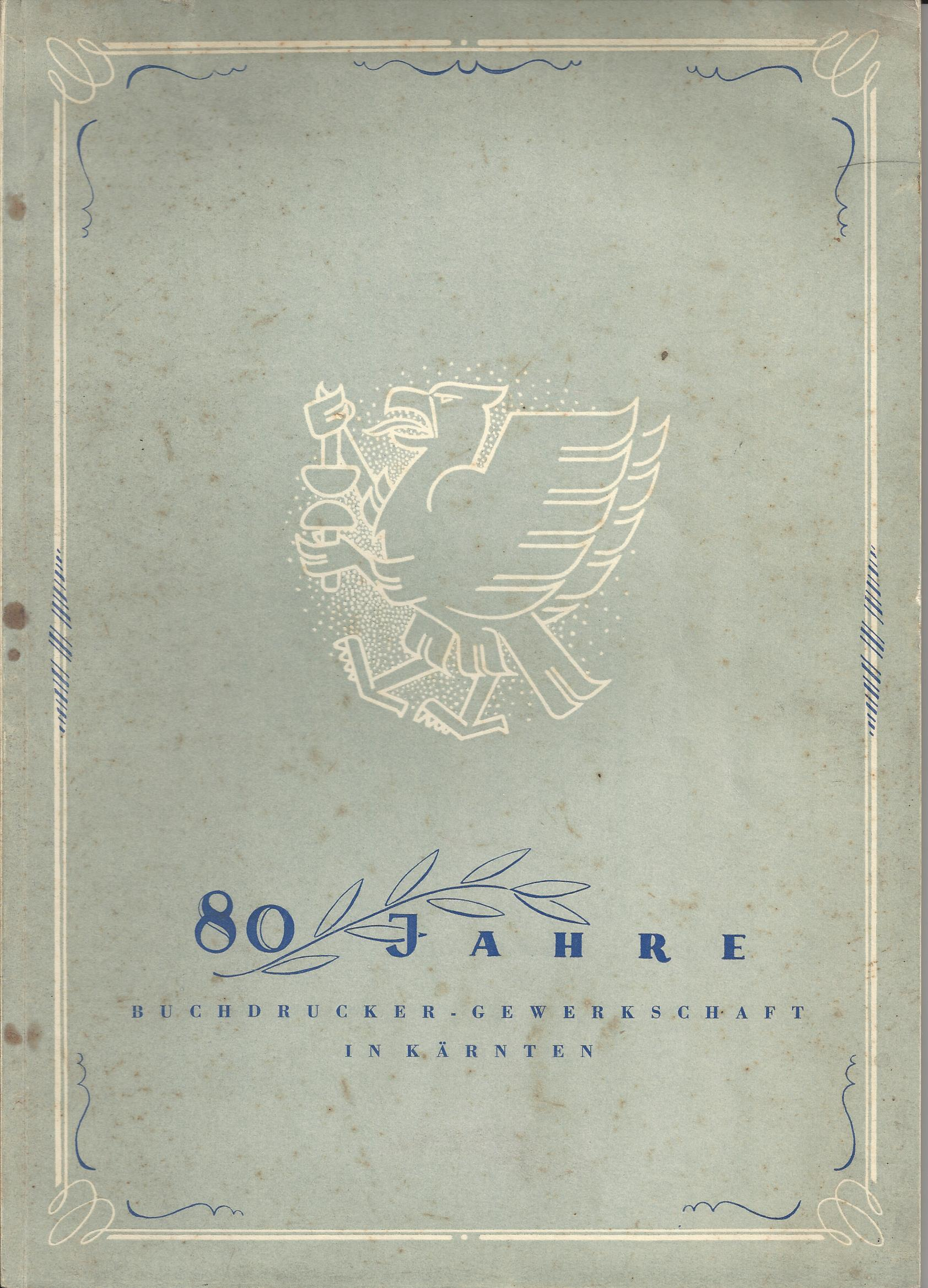
1948. „80 Jahre Buchdrucker-Gewerkschaft in Kärnten“, Festschrift, zusammengestellt von Landesstellenobmann Hans Pawlik. 63 Seiten.
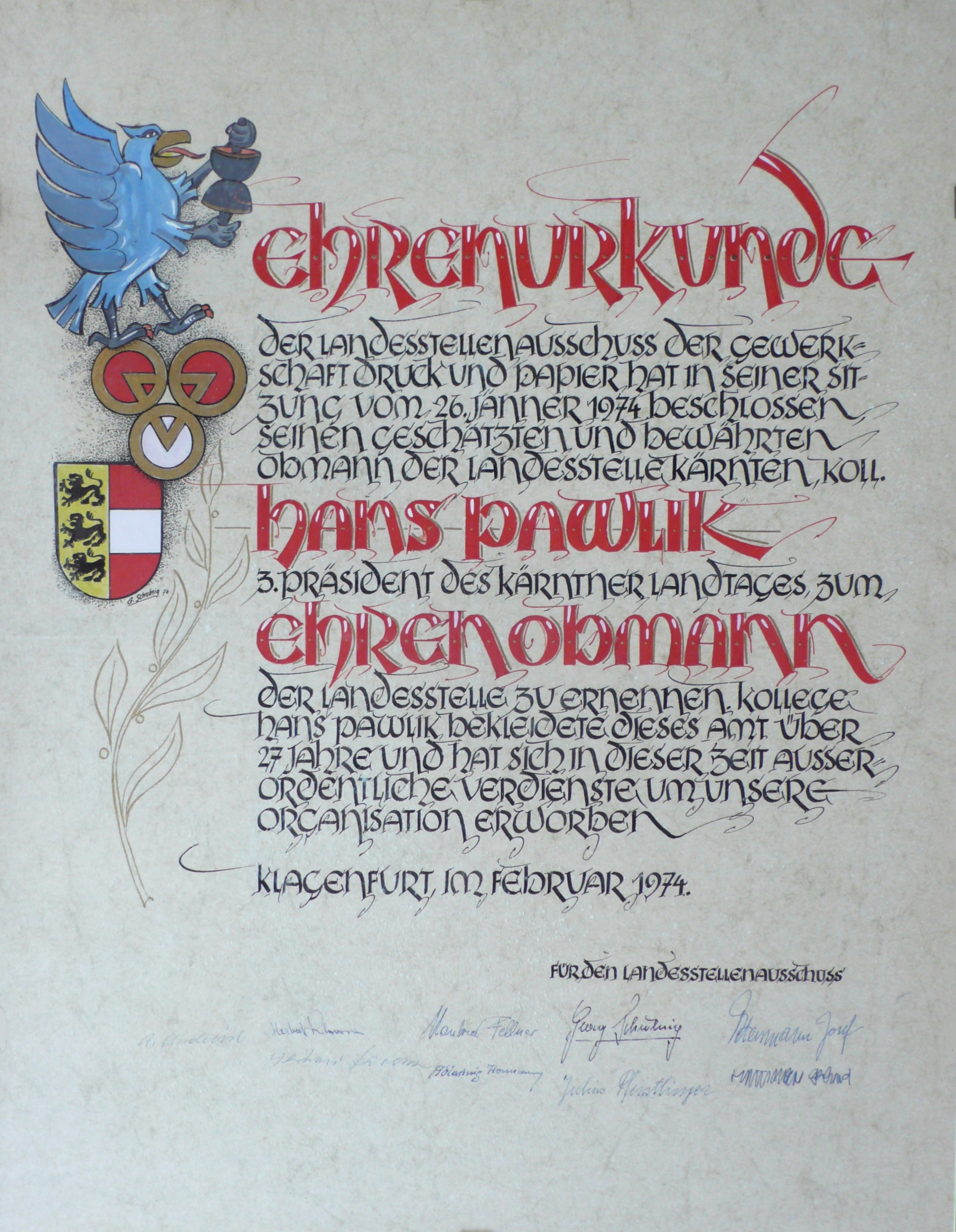
1974, Februar. Ehrenurkunde. Die Gewerkschaft Druck und Papier, Landesstelle Kärnten, ernennt Hans Pawlik, 27 Jahre lang Obmann der Landesstelle, zu ihren „Ehrenobmann“.
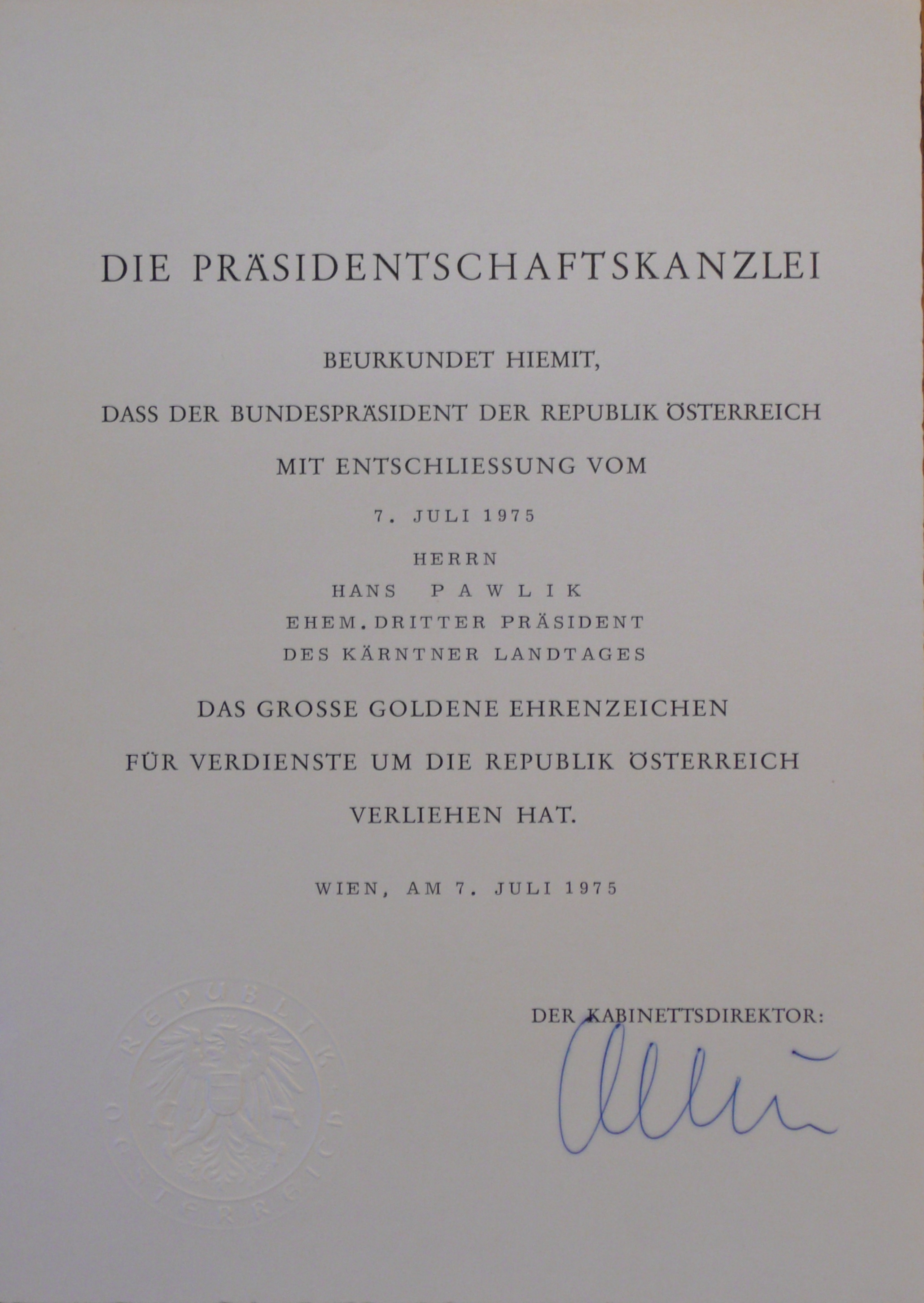
1975, 7. Juli. Urkunde. Der Bundespräsident der Rep. Österreich verleiht Hans Pawlik, ehem. 3. Präsident des Kärntner Landtages, das „Große Goldene Ehrenzeichen für Verdienste um die Republik Österreich“.
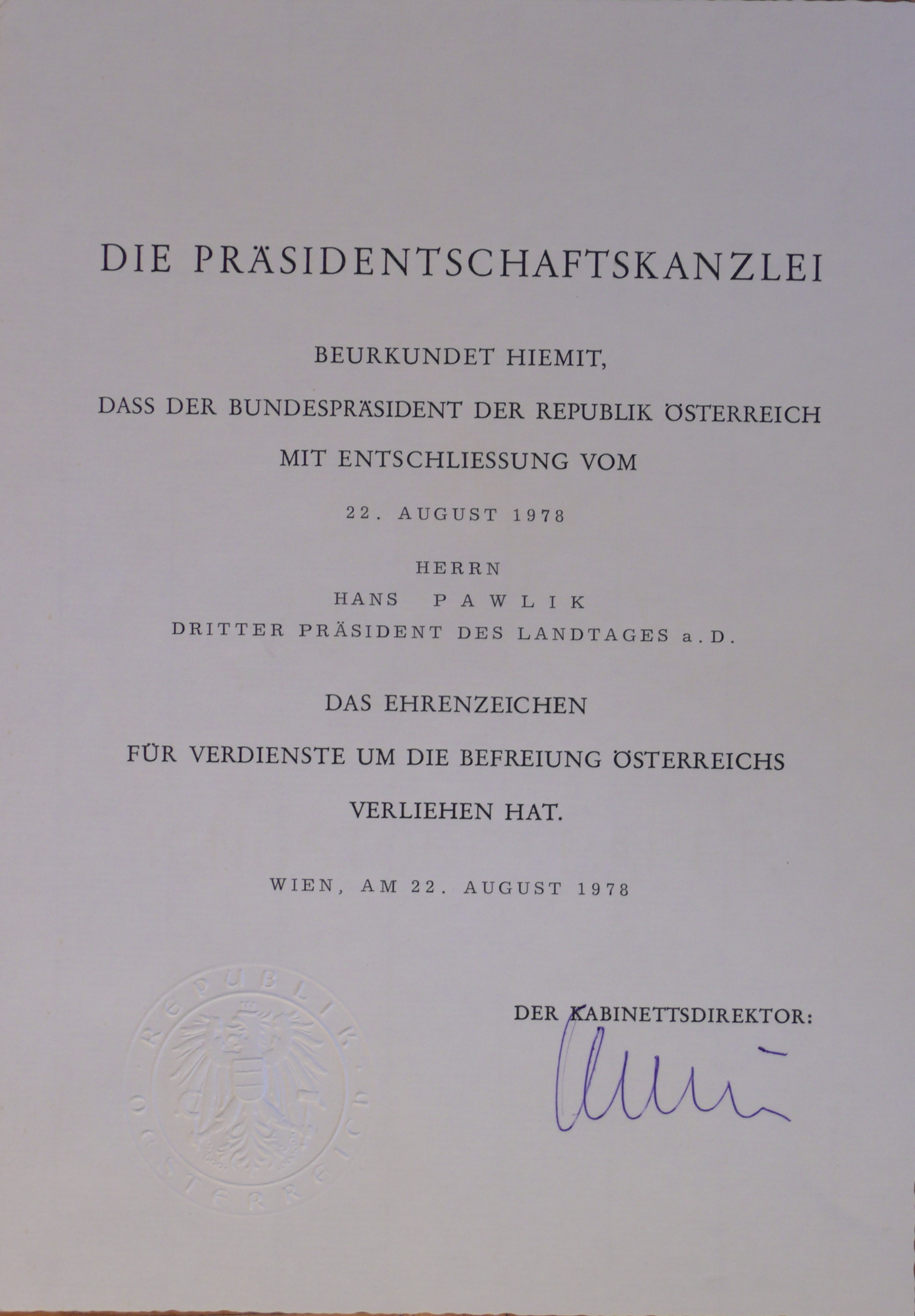
Der Bundespräsident der Rep. Österreich verleiht Hans Pawlik,3. Präsident des Kärntner Landtages a. D., das "Ehrenzeichen für Verdienste um die Befreiung Österreichs".
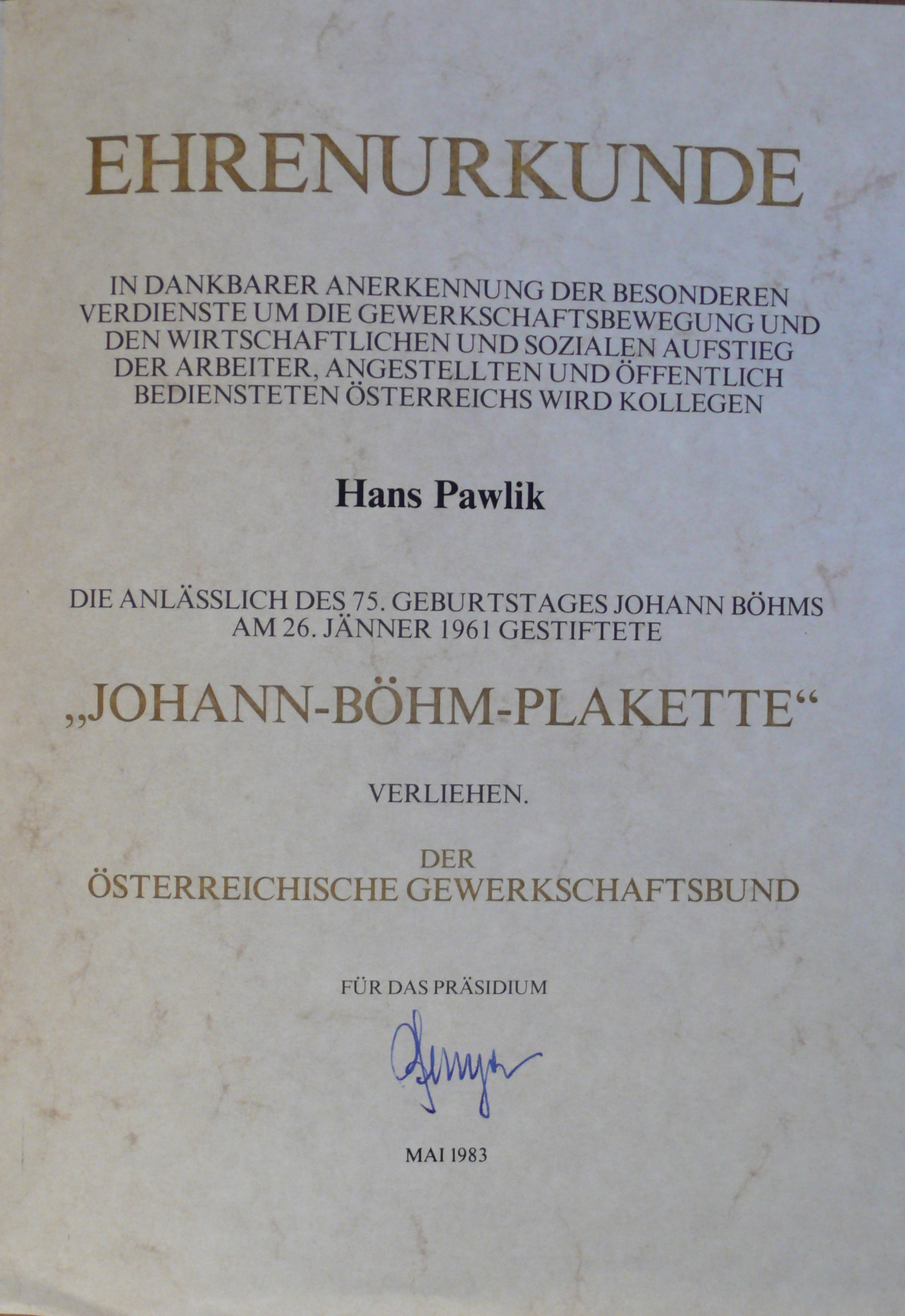
1983, Mai. Ehrenurkunde. Der Österr. Gewerkschaftsbund verleiht Hans Pawlik die „Johann-Böhm-Plakette“.
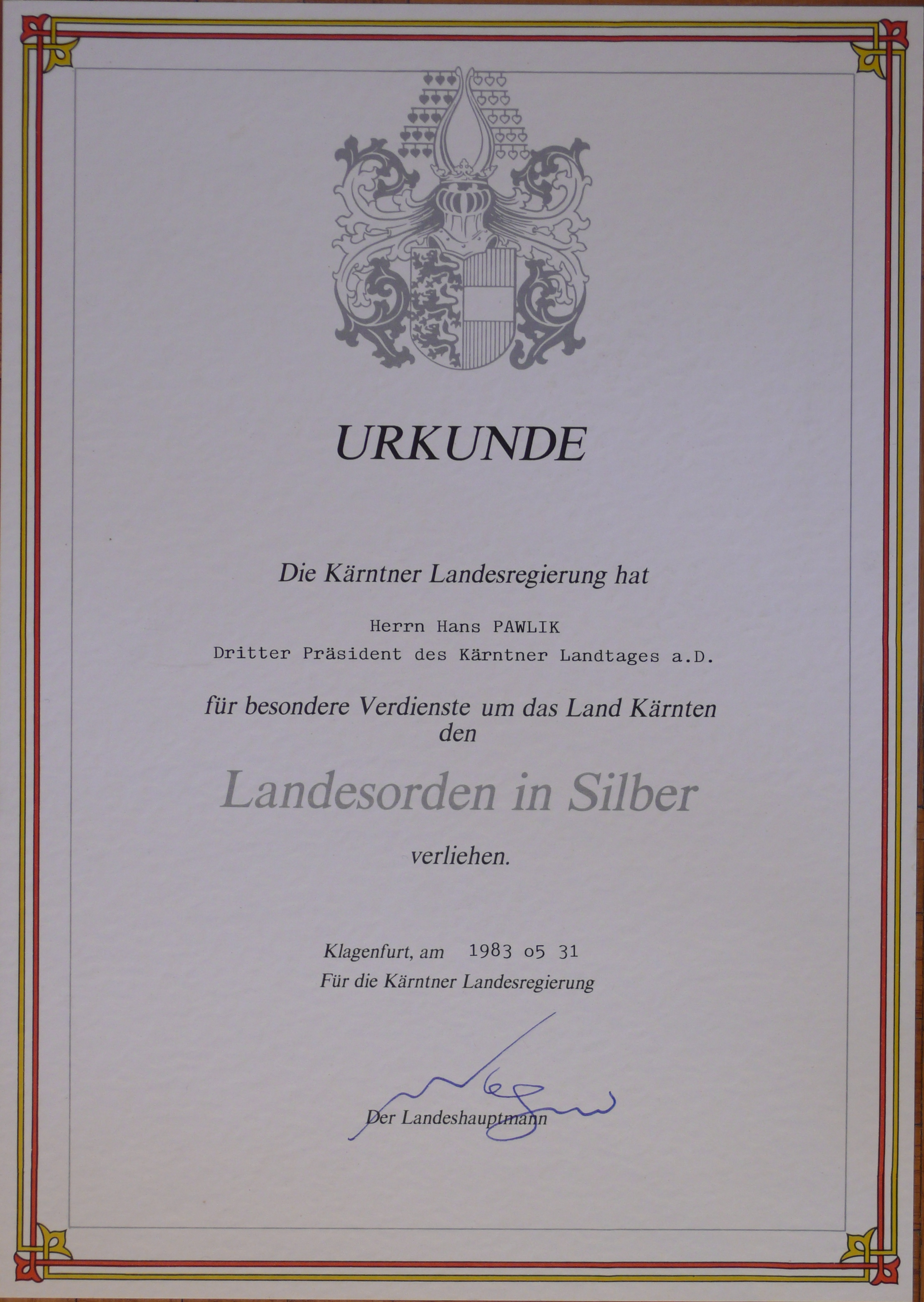
1983, 31. Mai. Urkunde. Die Kärntner Landesregierung verleiht Hans Pawlik, 3. Präsident des Kärntner Landtages a. D., den „Kärntner Landesorden in Silber“.
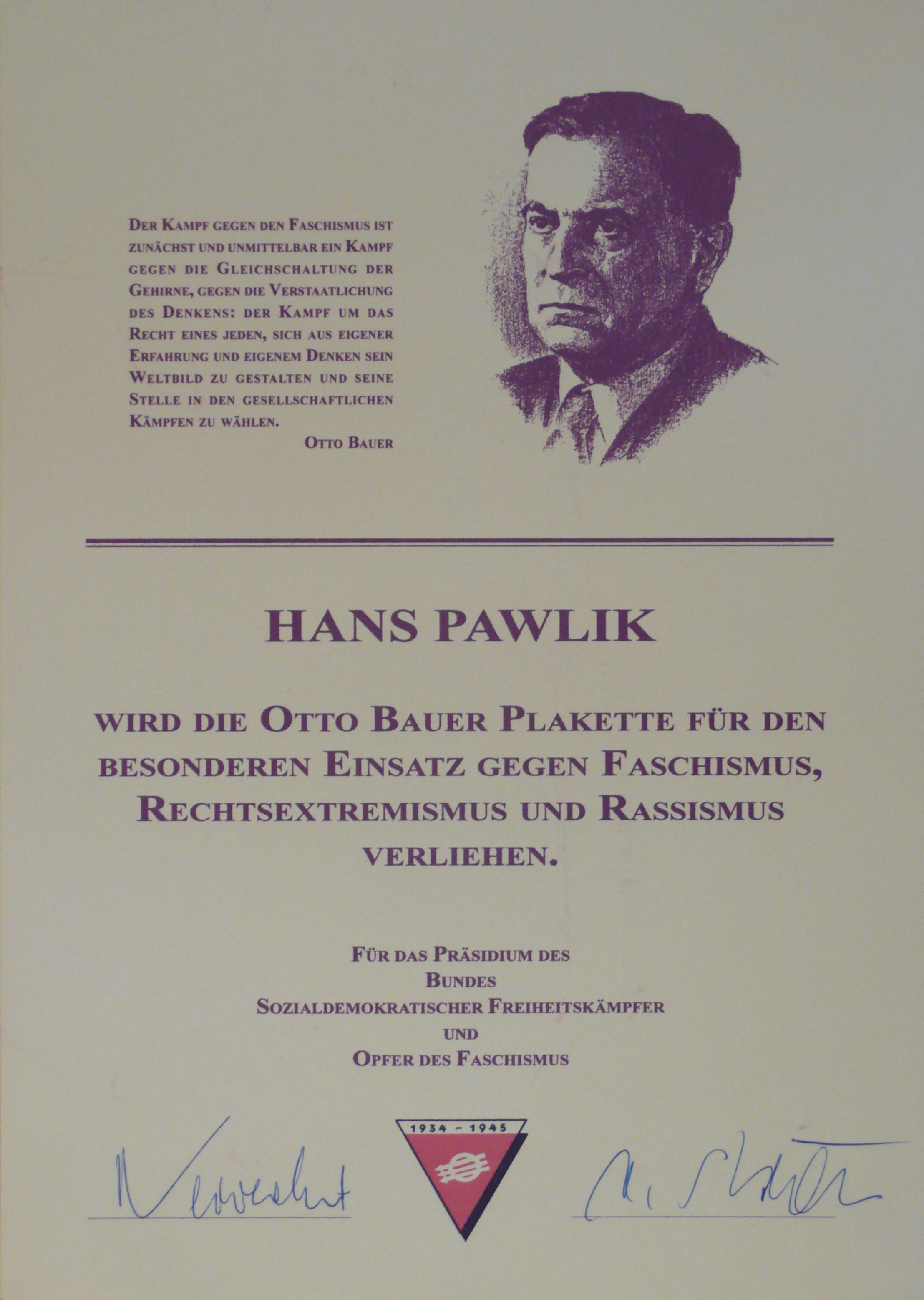
S. d. (um 1990) Urkunde. Das Präsidium des Bundes Sozialdemokratischer Freiheitskämpfer und Opfer des Faschismus verleiht Hans Pawlik die „Otto Bauer Plakette“ für den besonderen Einsatz gegen Faschismus, Rechtsextremismus u. Rassismus.
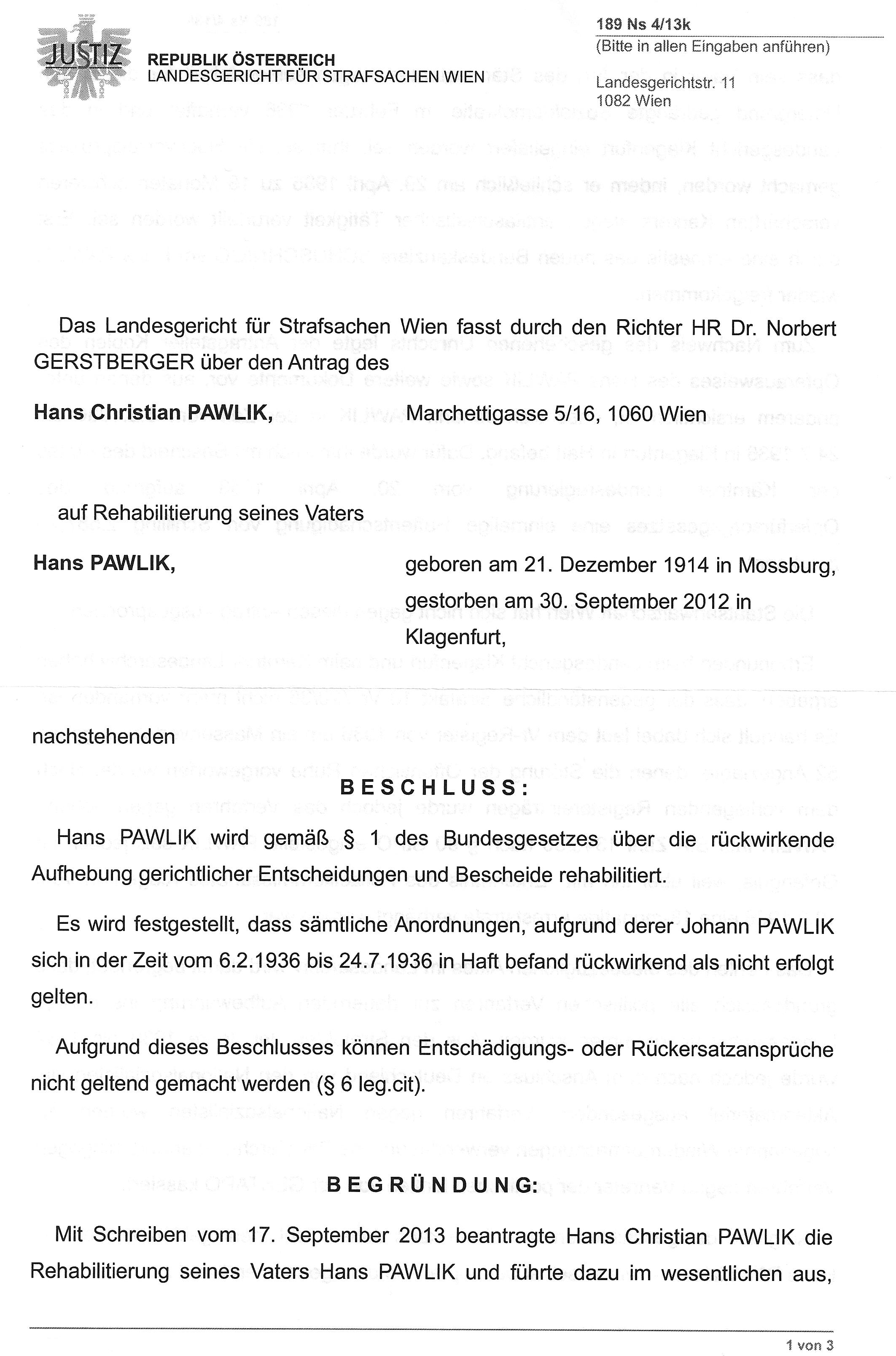
2013, 9. Dezember. Auszug aus dem Beschluss zur Rehabilitierung Hans Pawliks durch die Republik Österreich.